# Сар'янка (притока Західної Двіни)
Сар'я́нка (біл. Сар'янка) — невелика річка в Верхньодвінському районі Вітебської області Білорусі та Резекненському та Краславському районах Латвії.
Річка бере початок на Латгальській височині на території Латвії. Протікає на південний схід, входить на територію Білорусі, де спочатку утворює кордон між державами. Протікаючи по Полоцькій низовині повертає на південний захід та південь. Впадає до річки Західна Двіна, не утворюючи в останній затоки.
Довжина річки — 87 км (з них на території Білорусі — 38 км, Латвії — 49 км). Площа басейну — 1000 км² (з них в межах Білорусі — 200 км², Латвії — 800 км²). Пересічні річні витрати води (у гирлі) — 7,4 м³/с. Середній похил — 0,9 м/км.
Основні притоки справа Сар'я, Товша (Чаушиця) та Асуниця, зліва — Мальниця, Тур'я та Камєнка. У верхній течії протікає через озеро Бродайжас. Крім того до річки впадають багато струмків, стікають озера Біжас, Лобаржи, Гревес.
Долина трапецієподібна, середня ширина — 200—350 м. Заплава переривиста, шириною 150—200 м, чергується берегами. Русло звивисте, ширина від 5-10 м у верхній та середній течіях, 15-25 м — у нижній.